# Апостолска палата
Апостолска палата (итал. Palazzo Apostolico) је званична резиденција папе која се налази у Ватикану. Због тога се често назива и као Папска (итал. Palazzi Papali) или Ватиканска палата (итал. Palazzi Vaticani).

## Структура
Палату чине комплекс грађевина које су изграђене у периоду између XII и XIX века. Између осталог у њој се налазе Папски апартман, Владине и црквене канцеларије, капеле, Ватикански музеј и Ватиканска библиотека. Поглавар Римокатоличке и Гркокатоличке цркве данас живи у просторијама које су некада користиле слуге.
Комплекс има преко 1.000 соба међу којима су и Сикстинска капела и Рафаелове собе.